# Ozero Ozerki (sjö i Vitryssland)
Ozero Ozerki (ryska: Озеро Озерки) är en sjö i Belarus.   Den ligger i voblasten Vitsebsks voblast, i den nordöstra delen av landet, 270 km nordost om huvudstaden Minsk. Ozero Ozerki ligger 150 meter över havet.
I omgivningarna runt Ozero Ozerki växer i huvudsak blandskog. Runt Ozero Ozerki är det glesbefolkat, med 10 invånare per kvadratkilometer.